# 쿠키 (공공자전거)
쿠키(Cookie)는 인천광역시 연수구에서 운영하는 무인 공공 자전거 대여 서비스이다.

## 사용 방법
구글 플레이
1. 쿠키앱을 들어가 보증금 10000원을 지불한다.
2. 자기가 탈 자전거를 클릭해서 예약이 가능하다.(예약시간은 15분)
3. 자전거에 있는 QR코드를 찍거나 번호를 대입한다.
4. 10분 250원, 20분은 500원으로 자전거 이용 10분씩 250원이 추가로 지불된다.

## 같이 보기
- 인천광역시의 교통
- 빅시 - 몬트리올의 공공 자전거 대여 서비스
- 벨리브 - 파리의 공공 자전거 대여 서비스